# Urnula
Urnula là một chi nấm trong họ Sarcosomataceae, được mô tả bởi Elias Magnus Fries năm 1849. Chi này gồm 10 loài, sinh sống ở nhiều nơi thuộc châu Á, châu Âu, Greenland, và Bắc Mỹ. Các loài thuộc Sarcosomataceae có quả thể tối màu (nâu hoặc đen), hình phễu, mọc vào mùa xuân. Loài điển hình của chi là Urnula craterium, còn có tên thông thường trong tiếng Anh là devil's urn và the gray urn.

## Phân loại
Elias Magnus Fries mô tả chi mới Urnula năm 1849, và chọn Urnula craterium (khi đó có tên Peziza craterium) làm loài điển hình. Tên chi có nghĩa là "chiếc vại nhỏ".

## Các loài
- U. craterium (Schwein.) Fr. (1851)
- U. groenlandica Dissing (1981)[4] – Greenland
- U. helvelloides Donadini, Berthet & Astier (1973)
- U. hiemalis Nannf. (1949)[5] – Bắc Âu; Alaska[6]
- U. mediterranea (M.Carbone, Agnello & Baglivo) M.Carbone, Agnello & P.Alvarado (2013)
- U. mexicana
- U. padeniana M.Carbone, Agnello, A.D.Parker & P.Alvarado (2013)[7]
- U. philippinarum Rehm (1914)[8] – Philippines
- U. torrendii Boud. (1911)[9] – châu Âu
- U. versiformis Y.Z.Wang & C.L.Huang (2014) – Đài Loan[10]
- U. viridirubescens (Bagnis) Boud. (1907)

Một loài tại châu Âu được đặt tên tạm thời Urnula brachysperma bởi François Brunelli năm 1997 vẫn chưa được công nhận chính thức.